# 隋书
| 中國二十四史 | 中國二十四史   | 中國二十四史 | 中國二十四史 | 中國二十四史 |
| 次序         | 書名           | 作者         | 作者         |              |
| 次序         | 書名           | 姓名         | 時代         |              |
| ------------ | -------------- | ------------ | ------------ | ------------ |
| 1            | 史记           | 司馬遷       | 西漢         |              |
| 2            | 汉书           | 班固         | 東漢         |              |
| 3            | 后汉书         | 范曄         | 劉宋         |              |
| 4            | 三國志         | 陈寿         | 西晋         |              |
| 5            | 晋书           | 房玄龄等     | 唐           |              |
| 6            | 宋书           | 沈约         | 蕭梁         |              |
| 7            | 南齐书         | 萧子显       | 蕭梁         |              |
| 8            | 梁书           | 姚思廉       | 唐           |              |
| 9            | 陈书           | 姚思廉       | 唐           |              |
| 10           | 魏书           | 魏收         | 北齐         |              |
| 11           | 北齐书         | 李百药       | 唐           |              |
| 12           | 周书           | 令狐德棻等   | 唐           |              |
| 13           | 南史           | 李延寿       | 唐           |              |
| 14           | 北史           | 李延寿       | 唐           |              |
| 15           | 隋书           | 魏徵等       | 唐           |              |
| 16           | 旧唐书         | 刘昫等       | 后晋         |              |
| 17           | 新唐书         | 欧阳修等     | 北宋         |              |
| 18           | 旧五代史       | 薛居正等     | 北宋         |              |
| 19           | 新五代史       | 欧阳修       | 北宋         |              |
| 20           | 宋史           | 脱脱等       | 元           |              |
| 21           | 辽史           | 脱脱等       | 元           |              |
| 22           | 金史           | 脱脱等       | 元           |              |
| 23           | 元史           | 宋濂等       | 明           |              |
| 24           | 明史           | 张廷玉等     | 清           |              |
| 相關         | 東觀漢記       | 劉珍等       | 東漢         |              |
| 相關         | 新元史         | 柯劭忞       | 民國         |              |
| 相關         | 清史稿         | 趙爾巽等     | 民國         |              |
| 相關         | 點校本二十四史 | 顧頡剛等     | 共和國       |              |

《隋书》，唐魏徵等撰。隋文帝時，王劭已撰成《隋書》八十卷。唐高祖武德四年（621年），令狐德棻首先提出修齊、梁、陳、周、隋等五朝史的建議，隔年，唐朝廷命史臣编修，数年仍未成书。唐太宗贞观三年（629年）命房玄龄监修隋史，另纪传部分监修的还有颜师古、孔颖达、许敬宗等。贞观十年（636年）成书。帝纪五卷、列传五十卷，志三十卷，多人共同编撰，分为两阶段成书，从草创到全部修完共历时35年。记载隋文帝开皇元年（581年）至隋恭帝义宁二年（618年）共38年歷史。

## 編輯過程
《隋书》作者群皆是饱学之士，修史水平高。品評人物較少阿附隱諱。《隋书》保存了大量政治外交、社會经济以及科技文化资料。如《西域傳》首次記載昭武九姓諸國，是為研究西域歷史的重要史料。《隋書》也記載祖沖之對圓周率的研究，以及張子信和劉焯關於“日行盈縮”的討論。
另外，由於當時史館所修的梁、陳、齊、周、隋五代史都沒有志，唐太宗遂於貞觀十五年（641年）下詔讓于志寧、李淳風、韋安仁、李延壽、敬播等人續撰《五代史志》，最初由令狐德棻監修，唐高宗永徽三年（652年）改由長孫無忌監修，顯慶元年（656年）書成上奏。該書銜接《晉書》書志部份。最初為單行本，因內容以隋為主，隋代又居五代最末，故後來被編入《隋書》。現被稱作《隋書》十志。其中李淳风修《天文志》是《隋书》诸志中“最可观采”者之一，又如《經籍志》是繼《漢書·藝文志》後中國重要代表性圖書目錄，其所採用的經、史、子、集四部分類法對後世影響甚大，於中國目錄學史上有重要意義。

## 錯誤
《隋書》也有不少失誤，如《天文志》載“普通元年……九月乙亥，有星晨见东方，光烂如火。占曰：“国皇见，有内难，有急兵反叛。”其三年，义州刺史文僧朗以州叛。”《资治通鉴》、《梁书·武帝纪下》皆載普通二年六月丁卯。

## 内容

### 帝紀
1. 帝紀第一 - 高祖上
2. 帝紀第二 - 高祖下
3. 帝紀第三 - 煬帝上
4. 帝紀第四 - 煬帝下
5. 帝紀第五 - 恭帝

### 志
1. 志第一 - 礼儀一
2. 志第二 - 礼儀二
3. 志第三 - 礼儀三
4. 志第四 - 礼儀四
5. 志第五 - 礼儀五
6. 志第六 - 礼儀六
7. 志第七 - 礼儀七
8. 志第八 - 音乐上
9. 志第九 - 音乐中
10. 志第十 - 音乐下
11. 志第十一 - 律历上
12. 志第十二 - 律历中
13. 志第十三 - 律历下
14. 志第十四 - 天文上
15. 志第十五 - 天文中
16. 志第十六 - 天文下
17. 志第十七 - 五行上
18. 志第十八 - 五行下
19. 志第十九 - 食貨
20. 志第二十 - 刑法
21. 志第二十一 - 百官上
22. 志第二十二 - 百官中
23. 志第二十三 - 百官下
24. 志第二十四 - 地理上
25. 志第二十五 - 地理中
26. 志第二十六 - 地理下
27. 志第二十七 - 经籍一
28. 志第二十八 - 经籍二
29. 志第二十九 - 经籍三
30. 志第三十 - 经籍四

### 列傳
1. 列傳第一 后妃 - 文献独孤皇后・宣華夫人陳氏・容華夫人蔡氏・煬帝蕭皇后
2. 列傳第二 - 李穆・梁睿
3. 列傳第三 - 劉昉・鄭译・柳裘・皇甫績・盧賁
4. 列傳第四 - 于義・陰壽・陰世師・竇荣定・元景山・源雄・豆盧勣・豆盧毓・賀若誼
5. 列傳第五 - 梁士彦・宇文忻・王誼・元諧・王世積・虞慶則・元胄
6. 列傳第六 - 高熲・蘇威
7. 列傳第七 - 李德林・李百药
8. 列傳第八 - 河間王弘・楊處綱・楊子崇・观德王雄
9. 列傳第九 - 滕穆王瓚・道悼王静・衛昭王爽・蔡王智積
10. 列傳第十 文四子 - 房陵王勇・秦孝王俊・庶人秀・庶人諒
11. 列傳第十一 - 趙煚・趙芬・楊尚希・長孫平・元晖・韋師・楊異・蘇孝慈・李雄・張煚
12. 列傳第十二 - 韋世康・柳機
13. 列傳第十三 - 楊素・弟約・從父文思・文紀
14. 列傳第十四 - 牛弘
15. 列傳第十五 - 宇文慶・李礼成・元孝矩・郭荣・龐晃・李安
16. 列傳第十六 - 長孫覽・從子熾・熾弟晟
17. 列傳第十七 - 韓擒虎・賀若弼
18. 列傳第十八 - 達奚長儒・賀婁子幹・史萬歲・劉方
19. 列傳第十九 - 王長述・李衍・伊婁謙・田仁恭・元亨・杜整・李徹・崔彭
20. 列傳第二十 - 杜彦・高勱・爾朱敞・周搖・独孤楷・乞伏慧・張威・和洪・侯莫陳穎
21. 列傳第二十一 - 盧愷・令狐熙・薛胄・宇文㢸・張衡・楊汪
22. 列傳第二十二 - 盧思道・李孝貞・薛道衡
23. 列傳第二十三 - 明克讓・魏澹・陸爽・杜台卿・辛德源・柳䛒・許善心・李文博
24. 列傳第二十四 煬帝三男 - 元德太子昭・齐王暕・趙王杲
25. 列傳第二十五 - 崔仲方・于仲文・段文振
26. 列傳第二十六 - 宇文述・雲定興・郭衍
27. 列傳第二十七 - 王韶・元岩・劉行本・梁毗・柳彧・趙綽・裴肅
28. 列傳第二十八 - 樊子蓋・史祥・元寿・楊義臣・衛玄・劉权
29. 列傳第二十九 - 李圆通・陳茂・張定和・張奫・麦铁杖・沈光・来護儿・魚俱羅・陳稜・王辩
30. 列傳第三十 - 周羅睺・周法尚・李景・慕容三藏・薛世雄・王仁恭・权武・吐万緒・董純・趙才
31. 列傳第三十一 - 李諤・鮑宏・裴政・柳庄・源師・郎茂・高構・張虔威・荣毗・陸知命・房彦謙
32. 列傳第三十二 - 虞世基・裴蘊・裴矩
33. 列傳第三十三 - 宇文愷・閻毗・何稠
34. 列傳第三十四 - 王劭・袁充
35. 列傳第三十五 - 楊玄感・李子雄・趙元淑・斛斯政・劉元進・李密・裴仁基
36. 列傳第三十六 誠節 - 劉弘・皇甫誕・陶模・敬釗・游元・馮慈明・張須陁・楊善会・独孤盛・元文都・盧楚・劉子翊・堯君素・陳孝意・張季珣・松贇
37. 列傳第三十七 孝義 - 陸彦師・田德懋・薛濬・王頒・楊慶・紐回・郎方貴・李德饒・徐孝肃
38. 列傳第三十八 循吏 - 梁彦光・樊叔略・趙軌・房恭懿・公孫景茂・辛公義・柳俭・王伽・魏德深
39. 列傳第三十九 酷吏 - 厙狄士文・田式・燕荣・趙仲卿・崔弘度・元弘嗣・王文同
40. 列傳第四十 儒林 - 元善・辛彦之・何妥・房暉遠・馬光・劉焯・劉炫・王孝籍
41. 列傳第四十一 文学 - 劉臻・王頍・崔儦・諸葛潁・孫万寿・王貞・虞綽・王胄・庾自直・潘徽・杜正玄
42. 列傳第四十二 隐逸 - 李士謙・崔廓・徐則・張文詡
43. 列傳第四十三 艺術 - 庾季才・庾質・盧太翼・韋鼎・来和・蕭吉・楊伯醜・張胄玄・許智藏・万宝常
44. 列傳第四十四 外戚 - 呂永吉・独孤羅・独孤陀・蕭巋・蕭琮・蕭瓛
45. 列傳第四十五 列女 - 蘭陵公主・南陽公主・襄城王恪妃・華陽王楷妃・譙国夫人・鄭善果母・孝女王舜・韓覬妻・陸讓母・劉昶女・鍾士雄母・孝婦覃氏・元務光母・裴倫妻・趙元楷妻
46. 列傳第四十六 東夷 - 高麗・百济・新羅・靺鞨・琉求・倭国
47. 列傳第四十七 南蛮 - 林邑・赤土・真臘・婆利
48. 列傳第四十八 西域 - 吐谷渾・党項・高昌・康国・安国・石国・女国・焉耆・龟兹・疏勒・于闐・吐火羅・挹怛・米國・史國・曹國・何國・烏那曷・穆國・波斯・漕國・附國
49. 列傳第四十九 北狄 - 突厥・西突厥・铁勒・奚・契丹・室韋
50. 列傳第五十 - 宇文化及・宇文智及・司馬德戡・裴虔通・王充・段達

## 延伸阅读
[在维基数据编辑]
 在维基文库阅读本作品原文（ 在维基共享资源阅览影像）
 《隋書 (四庫全書本)》
 《欽定古今圖書集成·理學彙編·經籍典·隋書部》，出自陈梦雷《古今圖書集成》